# Xenodermichthys
Xenodermichthys is een geslacht van straalvinnige vissen uit de familie van gladkopvissen (Alepocephalidae). Het geslacht is voor het eerst wetenschappelijk beschreven in 1878 door Guenther.

## Soorten
- Xenodermichthys copei (Gill, 1884)
- Xenodermichthys nodulosus Günther, 1878